# Tris-acétylacétonate de cobalt(III)
Le tris-acétylacétonate de cobalt(III)), ou Co(acac)3, est un complexe de coordination de formule chimique Co(C5H7O2)3. Il se présente sous la forme d'un solide diamagnétique vert, soluble dans les solvants organiques mais pas dans l'eau. Cette dernière propriété le rend utile en catalyse homogène par réduction. 
La structure du complexe a été confirmée par cristallographie aux rayons X. Les trois ligands acétylacétone, abrégés « acac », sont liés à l'atome de cobalt de manière bidentate selon une géométrie octaédrique. Ce complexe est isomorphe avec le tris-acétylacétonate de fer(III), le tris-acétylacétonate de manganèse(III) et le tris-acétylacétonate d'aluminium. Ces composés présentent une symétrie D3 chirale et peuvent généralement être résolus en leurs énantiomères individuels.
Le tris-acétylacétonate de cobalt(III) peut être obtenu par réaction de carbonate de cobalt(II) CoCO3 et d'acétylacétone en présence de peroxyde d'hydrogène.
L'un des aspects distinctifs du Co(acac)3 est sa sensibilité à la substitution électrophile aromatique, qui conduit au remplacement de protons sur l'atome de carbone central des ligands par divers électrophiles :
Co(O2C3Me2H)3 + 3 NO2+ ⟶ Co(O2C3Me2NO2)3 + 3 H+.